# 40P/Вяйсяля
Комета Вяйсяля 1 (40P/Väisälä) — короткопериодическая комета из семейства Юпитера, которая была открыта 8 февраля 1939 года финским астрономом Ирьё Вяйсяля в обсерватории Туорла и первоначально была принята за астероид. Первые признаки кометной активности появились лишь к 14 марта. Комета была описана как небольшой диффузный объект 15,0 m звёздной величины без центральной конденсации. Вскоре комета была найдена и на более ранних снимках от 19 января. Комета обладает довольно длинным периодом обращения вокруг Солнца — чуть более 10,9 года.
- Орбита кометы Вяйсяля 1 и её положение в Солнечной системе

## История наблюдений
В течение марта и апреля комета сохраняла яркость порядка 14,0 m, а начиная с июня начала быстро убывать. К этому времени Лийси Отерма, исходя из полученных позиций, сумела вычислить эллиптическую орбиту с периодом около 10,58 года, датой прохождения перигелия 26 апреля 1939 года на расстоянии 1,75 а. е. от Солнца.
Эти расчёты оказались достаточно точны, чтобы 19 декабря 1949 года чешский астроном Антонин Мркос восстановил эту комету, к этому моменту она уже месяц как прошла перигелий. Он описал эту комету как диффузный объект без центральной конденсации 17,0 m звёздной величины и в дальнейшем быстро убывала. Положение кометы указывало на необходимость корректировки расчётов на 0,84 суток.
Эту комету наблюдали при каждом последующем возвращении, хотя она никогда не становилась особенно яркой. Во время возвращения 1960 года она достигла магнитуды 14,0 m и показала хвост около 1 ' минута дуги. В 1971 и 1982 годах её яркость достигла величин 20,0 m и 19,0 m соответственно, а в 1993 году — немного превысила 14 m с максимальным диаметром комы около 1 ' минуты дуги. Данные о наблюдениях осени 2003 года, сообщают о магнитуде 17,5 m, а к 1 марта достигла значения 15,0 m.

## Сближения с планетами
В XX веке комета совершила четыре тесных сближения с Землёй и два с Юпитером. В течение XXI века произойдёт ещё по одному сближению с Землёй и с Юпитером.
- 0,77 а. е. от Земли 18 марта 1918 года;
- 0,89 а. е. от Земли 1 марта 1939 года;
- 0,98 а. е. от Земли 22 февраля 1960 года;
- 0,41 а. е. от Юпитера 31 декабря 1961 года;
  - увеличение расстояния перигелия с 1,74 а. е. до 1,87 а. е.;
  - увеличение орбитального периода с 10,46 до 11,28 лет;
- 1,00 а. е. от Юпитера 22 сентября 1973 года;
  - уменьшение расстояния перигелия с 1,87 а. е. до 1,80 а. е.;
  - уменьшение орбитального периода с 11,28 до 10,88 года;
- 0,92 а. е. от Земли 2 марта 1993 году;
- 0,90 а. е. от Юпитера 26 марта 2024 году;
  - увеличение расстояния перигелия от 1,820 а. е. до 1.824 а. е.;
  - уменьшение орбитального периода с 10,98 до 10,99 лет;
- 0,88 а. е. от Земли 24 марта 2070 года.

Орбита кометы Вяйсяля напоминает орбиту многих кентавров, и поэтому она нестабильна и в течение тысяч лет из-за под воздействием гравитации Юпитера может сильно измениться.